# Elphel

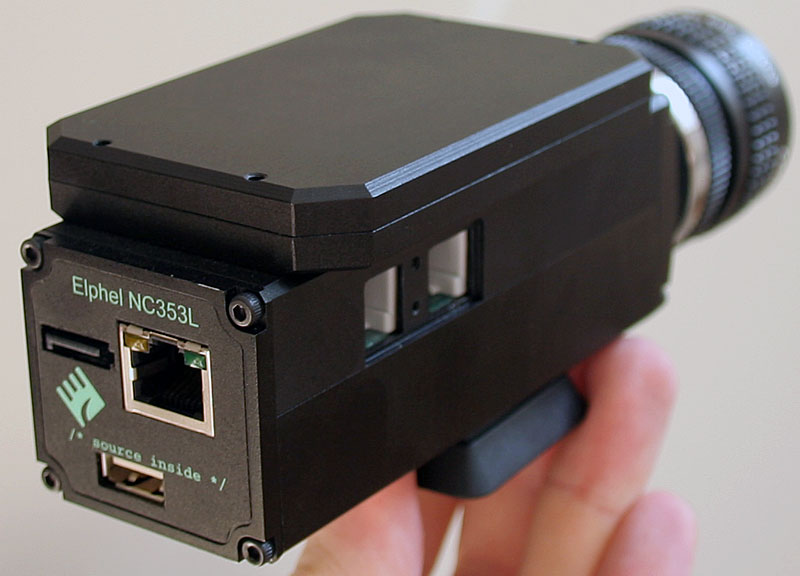
Elphel model 353 se zabudovaným pevným diskem

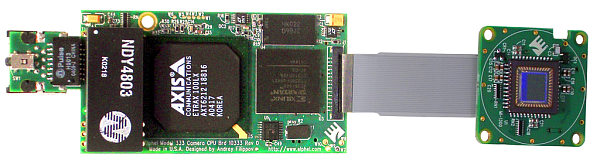
Elphel 333, deska se senzorem CMOS

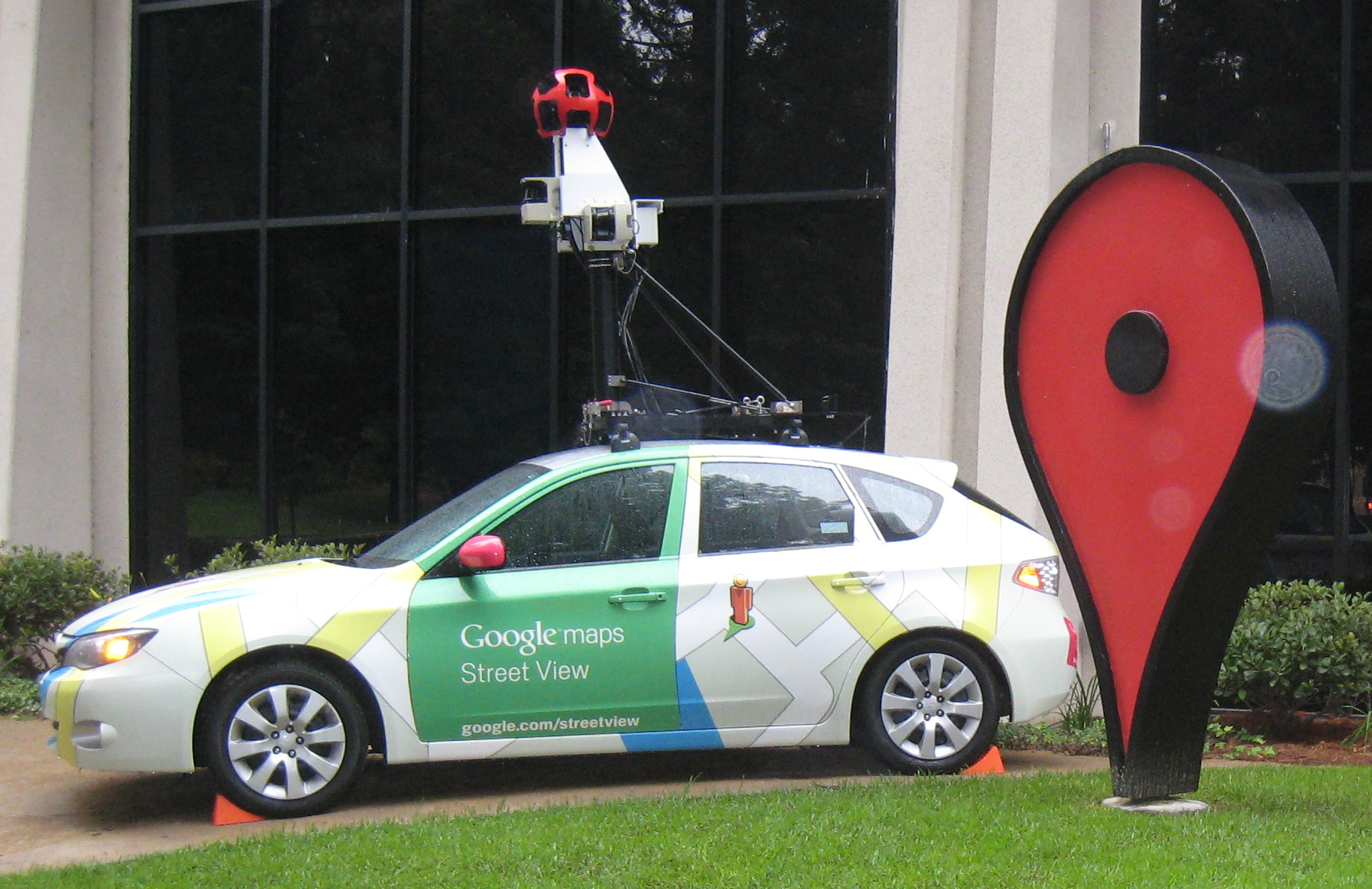
Automobil Google Maps Camera Car vybavený devíti fotoaparáty Elphel v kampusu Google v Mountain View, Kalifornie, USA

Elphel je zařízení sloužící buď jako digitální fotoaparát nebo videokamera založené na platformách open hardware a softwaru open source, které vymyslela a vyvinula společnost Elphel Inc. především pro vědecké aplikace. Avšak vzhledem k principům otevřeného hardware a open source software fotoaparátu, jej lze snadno přizpůsobit pro mnoho dalších různých aplikací. Společnost Elphel Inc. byla založena v roce 2001 ruským fyzikem Andrejem Filippovem, který v roce 1995 emigroval do Spojených států amerických.
Dne 6. prosince 2010 začala společnost Elphel poskytovat svůj první panoramatický fotoaparát zvaný „Elphel Eyesis“. Toto zařízení se využívá také pro aplikaci Google Street View.
Poslední model z roku 2012 má označení Elphel 353.

## Aplikace
Fotoaparáty Elphel se využívají pro záznam obrazu v projektech Google Street View, Google Books a využívá je také NASA pro vozítka UAV Global Hawk. Laboratoře Moss Landing Marine Laboratories používají aparáty Elphel ve svých projektech zvaných Submersible Capable of Under Ice Navigation and Imaging (SCINI) – výzkumném projektu využívající roboty k průzkumu terénu v oceánu pod ledem v oblasti Antarktidy. Takzvaná Franken camera F2 vyvinutá na Stanfordově univerzitě využívá senzor Elphel 10383 pro aplikace front-end. Elphel byl použit v projektu Apertus skupiny nadšenců a filmařů na celém světě, kteří hledají řešení takzvaného digitálního kina.

## Parametry
Fotoaparát má 5 Mpixelový (2592x1944) CMOS senzor o rozměrech 5,70 mm × 4,28 mm a je napájen 48 volty. Volitelně může být vybaven objektivem 4–8 mm F1,4, případně objektivem 4,5–13,2 mm F1,8 s možností denního nebo nočního vidění.